# District de Yintai
Le district de Yintai (印台区 ; pinyin : Yìntái Qū) est une subdivision administrative de la province du Shaanxi en Chine. Il est placé sous la juridiction de la ville-préfecture de Tongchuan.